# Тихомиров, Вадим Николаевич
Вади́м Никола́евич Тихоми́ров (27 января 1932, Москва — 11 июля 1998, там же) — российский учёный-ботаник, специалист в области морфологии и систематики высших растений, флористики и охраны природы. Член-корреспондент Российской академии наук (Академии наук СССР c 1987 года), заслуженный профессор МГУ (1997).
Главное, что следует обществу осознать на деле (а не словах), что ресурсы Земли очень и очень ограничены.

## Биография
В 1949 г. окончил с золотой медалью московскую среднюю школу № 273.
С 1949 по 1952 год обучался на биолого-почвенном факультете Московского государственного университета. Дипломную работу В. Н. Тихомиров выполнил под руководством Н. Н. Кадена по теме «Плоды и семена сорных зонтичных СССР». После окончания университета был зачислен в аспирантуру по кафедре высших растений, а его официальным научным руководителем стал К. И. Мейер. Тема научной работы сохранилась прежней, хотя и была расширена, а реальное руководство по-прежнему осуществлял Н. Н. Каден.
В 1957—1959 годах работал младшим научным сотрудником межкафедральной биологической лаборатории МГУ, которая размещалась в Чашникове под Москвой.
В 1959 году переведён на кафедру высших растений МГУ, с которой затем была связана вся его жизнь. В этом же году защитил кандидатскую диссертацию по теме «Сравнительная морфология гинецея и плода зонтичных СССР». В 1966 году В. Н. Тихомиров стал доцентом, а с 1976 года исполнял обязанности заведующего кафедрой высших растений МГУ.
В 1976—1998 годах возглавлял кафедру высших растений биологического факультета Московского университета.
С 1967 по 1988 год совмещал должность директора Ботанического сада Московского университета, а впоследствии до конца жизни выполнял там функции научного руководителя. Возглавив ботанический сад, он укрепил его опытными специалистами и хозяйственниками. В. Н. Тихомиров пригласил в Сад В. С. Новикова (1967), а затем М. Г. Пименова (1973) и молодых талантливых исследователей, в основном, выпускников кафедры высших растений и геоботаники МГУ. Под руководством В. Н. Тихомирова Сад превратился в крупное подразделение биологического факультета и получил статус научного учреждения. Будучи директором сада, В. Н. Тихомиров в то же время был председателем регионального Совета ботанических садов Центра, а позже — заместителем председателя Совета ботанических садов России.
В 1977 году защитил докторскую диссертацию по теме «Происхождение, эволюция и система семейства зонтичных (Umbelliferae Juss. — Apiaceae Lindl.)».
Важное место в жизни В. Н. Тихомирова занимала деятельность по сохранению живой природы. Он совместно с зоологом Константином Николаевичем Благосклоновым стоял у истоков организации студенческой дружины по охране природы биофака МГУ (с 13 декабря 1960 года) и долгое время был бессменным её кураторам.
В. Н. Тихомиров был членом редколлегий ряда отечественных и зарубежных журналов («Ботанический журнал», «Биологические науки», «Журнал общей биологии», «Vegetatio», «Flora Mediterranea»), главным редактором изданий «Доклады МОИП. Зоология и ботаника», «Заповедное дело» и «Бюллетень МОИП. Отдел Биологический».
В. Н. Тихомиров деятельно участвовал в работе Всесоюзного ботанического общества, с 1969 года он член Совета и Президиума, а с 1988 года — вице-президент ВБО.
Состоял действительным членом РАЕН (1997), иностранным членом Болгарского ботанического общества (1993), членом Национального географического общества США (1994).
Умер после тяжёлой болезни 11 июля 1998 года в Москве. Похоронен на Донском кладбище (уч. 1).

## Научные работы
- Тихомиров В. Н. К флоре Химкинского и Солнечногорского районов Московской области // Науч. докл. высш. школы. Биол. науки. — 1959. — № 3. — С. 168—172.
- Тихомиров В. Н. Флористические находки на левобережье Оки в Луховицком районе Московской области // Бюлл. МОИП. Отд. биол. — 1963. — Т. 68, вып. 6. — С. 168—169.
- Тихомиров В. Н. К флоре юго-восточной части Московской Мещёры // Растительность и почвы Нечернозём. центра европ. части СССР. — М., 1969. изд-во МГУ — С. 152—164.
- Тихомиров В. Н. Флора агробиологической станции МГУ «Чашниково» и её окрестностей. — М.: Изд-во Моск. ун-та, 1969. — 107 с.
- Тихомиров В. Н. Новые местонахождения некоторых редких видов растений в Московской области // Бюлл. МОИП. Отд. биол. — 1971. — Т. 76, вып. 4. — С. 133—135.
- Тихомиров В. Н. Новые флористические находки в центральной полосе Европейской России // Бюлл. МОИП. Отд. биол. — 1995. — Т. 100, вып. 2. — С. 100—104.
- Тихомиров В. Н. Гирчовник татарский// Красная книга Московской области. — М.: Аргус, Русский Университет, 1998. — С. 421.
- Тихомиров В. Н. Гладыш широколистный // Красная книга Московской области. — М.: Аргус, Русский Университет, 1998. — С. 422.
- Тихомиров В. Н. Наголоватка васильковая // Красная книга Московской области. — М.: Аргус, Русский Университет, 1998. — С. 458.
- Тихомиров В. Н. Черногоричник горный // Красная книга Московской области. — М.: Аргус, Русский Университет, 1998. — С. 422—423.
- Тихомиров В. Н., Князева Л. М. О путях формирования флоры остепнённых боров Мещёры // 2-е Совещ. по флоре и растительности Окско-Клязьм. междуречья: Материалы. — М., 1973. — С. 8-10.
- Тихомиров В. Н., Новиков В. С., Артёменко В. И. Filago minima (Smith) Pers. // Вестн. Моск. ун-та. Сер. биол., почв.- 1971. — № 5. — С. 117—118.
- Тихомиров В. Н., Новиков В. С., Октябрёва Н. Б., Чичёв А. В. Флора Московской Мещеры // Продуктив. использ. дикорастущих и культ. растений: Межвуз. сб. науч. тр. — Саранск, 1983. — 164 с.
- Ворошилов В. Н., Скворцов А. К., Тихомиров В. Н. Определитель растений Московской области. — М.: Наука,1966. — 368 с.
- Тихомиров В. Н. О некоторых новых взглядах на происхождение цветковых растений //Проблемы филогении цветковых растений. -М., 1965.
- Тихомиров В. Н., Чистякова О. Н. Ботаника. Высшие растения. Главнейшие порядки покрытосеменных растений: Методические указания. — М., 1985.
- Губанов И. А., Киселёва К. В., Новиков В. С., Тихомиров В. Н. Определитель сосудистых растений. М.: Аргус, 1995.
- Губанов И. А., Киселёва К. В., Новиков В. С., Тихомиров В. Н. Иллюстрированный определитель растений Средней России. В 3-х томах. — М.: Т-во научных изданий КМК, Ин-т технологических исследований.:

том 1. Папоротники, хвощи, плауны, голосеменные, покрытосеменные (однодольные). — 2002. — ISBN 5-87317-091-6, ISBN 8-87317-091-6 (ошибоч.)
том 2. Покрытосеменные (двудольные: раздельнолепестные). — 2003. — ISBN 5-87317-128-9, ISBN 9-87317-128-9 (ошибоч.)
том 3. Покрытосеменные (двудольные: раздельнолепестные). — 2004. — ISBN 5-87317-163-7

## Увековечение памяти Тихомирова В.Н
Дружине биологического факультета МГУ по охране природы присвоено имя В. Н. Тихомирова (2010).